# Three Forty Three (schip, 2010)
Three Forty Three is een van de drie blusboten van de New York City Fire Department. Het schip is genoemd ter herinnering aan de 343 brandweermensen die omkwamen als gevolg van aanslagen op 11 september 2001. Het schip is om dezelfde reden te water gelaten op 11 september 2009 om 10.00 uur 's ochtends.
Het schip is 42 meter lang en heeft een waterverplaatsing van 500 ton. De bouw heeft $ 27 miljoen gekost en vervangt de in 1954 gebouwde John D. McKean.
Het schip is de grootste brandweerboot ter wereld en tevens een van de meest geavanceerde blusboten. Het schip biedt de bemanning bescherming tegen chemische, biologische en nucleaire stoffen om te kunnen assisteren bij ongevallen en terroristische aanslagen. Bij het ontwerp van het schip heeft de United States Navy advies hierover geleverd. Het schip is voorzien van speciale filters en een ontsmettingsdouche. Het schip heeft een ruimte voor eerste hulp en triage.
Aan de voorzijde van het schip zijn speciale ballasttanks aangebracht om de diepgang van het schip aan te passen en zodoende op gelijke hoogte te komen als het dek van veerponten. Hiermee kunnen passagiers van veerboten gered worden. Op het schip is een 15 meter lange hijskraan aangebracht die ook als hoogwerker dienst kan doen.